# Diana de França
Diana de França, duquessa d'Angulema i d'Étampes, nascuda a París el 25 de juliol de 1538, morta a París l'11 de gener de 1619 fou una princesa francesa, contemporània de les guerres de religió.
Filla legitimada del rei Henri Ii i esposa de Francesc de Montmorency, la seva vida està de manera estreta vinculada al destí de la família reial i a la casa dels Montmorency. Va ser un suport important de la monarquia durant l'aixecament de la Lliga. Va morir a París a l'edat de 80 anys.

## Biografia
Era filla natural del delfí Enric que després fou el rei Enric II de França i de Filippa Duci, una piemontesa. Fou criada per la favorita Diana de Poitiers, el que va fer dir a alguns que era la seva filla i la del rei (dixit Brantome). Va tenir una educació polida, parlava diverses llengües (espanyol, italià, llatí), tocava diversos instruments i ballava «molt bé».
Legitimada el 1548 (tenia 10 anys), fou titulada duquessa de Châtellerault el 1563, d'Étampes el 1573 i d'Angulema el 1582 així com senyora de Cognac i de Merpins; es va casar el 13 de febrer de 1553 a Siena amb Horaci Farnese, duc de Castro, net del papa Pau III (nascut el 1532), que morirà em combat a la batalla d'Hesdin el 18 de juliol següent.
El rei la va casar de nou el 3 de maig de 1557 a Villers-Cotterêts amb el fill del conestable Anne de Montmorency (1492-1567) Francesc de Montmorency (nascut el 17 de juliol de 1530 i mort el 6 de maig 1579). El conestable dirà d'altra banda de la seva nora a Enric II que «era l'única dels seus fills que se li assemblava».
A la mort de Francesc de Montmorency el 1579, es va fer construir a l'angle del carrer dels Francs-Burgesos i el carrer Pavée una bonica residència (anomenat com totes les cases senyorials "hotel") conegut actualment sota el nom d'«hotel Lamoignon». Vídua, els seus costums foren irreprotxables en comparació als de la cort, que eren luxuriosos i corruptes. Molt apreciada pel seu germanastre Enric III de França, aquest li va donar el ducat d'Angulema en apanatge el 1582, fins aleshores possessió d'Enric II d'Angulema, germanastre d'Enric III i, com Diana, fill bastard d'Enric II.
Després de l'execució sumària (desembre del 1588) del duc Enric I de Guisa i del seu germà el cardenal de Guisa, Lluís de Lorena (1555-1588), va negociar la reconciliació d'Enric III de França amb el seu hereu, el rei Enric III de Navarre (futur Enric IV de França).
Posseïa una propietat a Civray de Turena, el feu del Petit Camp, i es va instal·lar a Turena el 1589 després de l'assassinat del seu germanastre el rei Enric III. Va comprar una gran propietat prop de Notre Dame La Riche on va restar fins al 1594 (evitant així París i les lluites de poder entre la Lliga i Enric de Navarra, esdevingut el rei Enric IV de França). El 1594, va abandonar la Turena per instal·lar-se a Vincennes.
Va gaudir d'un gran crèdit davant d'Enric IV de França, i fou encarregada de l'educació del delfí, el futur Lluís XIII de França. El 1609, fou Diana la que va repatriar les despulles de Caterina de Mèdici des de Blois a la Basílica de Saint-Denis, per reposar al costat del seu espòs, el rei Enric II, pare natural de Diana.
A la seva mort el 1619, el seu cos fou inhumat als Minimes de la Plaça Reial a París. Va morir sense descendència, perquè els seus fills (una noia, Anna, i un noi, Francesc) nascuts del seu segon matrimoni, havien mort joves.
L'estàtua jacent de la duquessa es troba actualment en un pavelló al jardí de la Biblioteca Històrica de la Ciutat de París amb el del seu nebot Carles d'Angulema.

## Font
- Diccionari Bouillet